# فريدريك كوبر
فريدريك كوبر (بالإنجليزية: Frederick Cooper)‏ هو سياسي أسترالي، ولد في 8 أغسطس 1834 في سيدني في أستراليا، وتوفي في 12 أكتوبر 1908 في ملبورن في أستراليا. انتخب عضو المجلس التشريعي ولاية كوينزلاند.